# Клеман, Альберик
Альберик Клеман (фр. Albéric Clément; ум. 3 июля 1191) — французский офицер, первый маршал Франции.

## Биография
Альберик был сыном Робера III, губернатора Филиппа II Августа в Дордиве (Луара). От отца он унаследовал поместье в Гатине. Его дядя Гарман, епископ Осер, способствовал тому, что король около 1190 года сделал Альберика маршалом Франции.
Клеман погиб в Сен-Жан-д'Акр во время Третьего крестового похода 3 июля 1191 года. Вероятно, он был похоронен в аббатстве Керсанко в Суппе. Он не оставил потомства, а титул маршала после его смерти получил его брат, Генрих I Клеман.

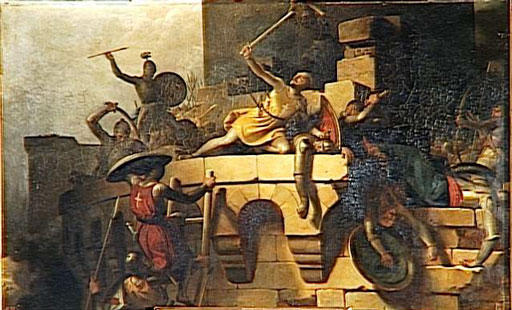
Гибель Альберика Клемана во время осады Акры А.Э. Фрагонар)
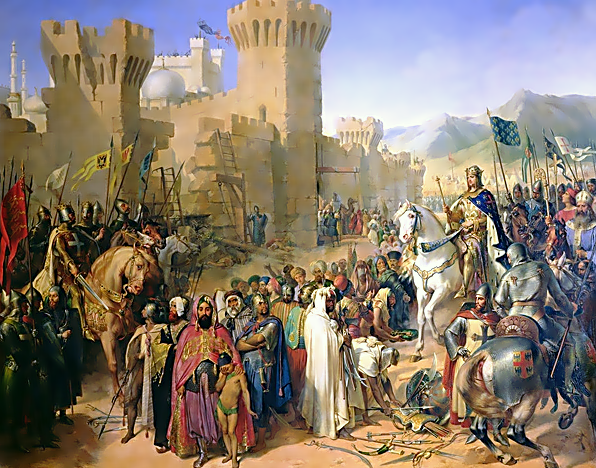
Акра окрывает ворота перед Филиппом II Августом и Ричардом Львиное Сердце Мерри-Жозеф Блондель)